# Biatlón adaptado
El biatlón adaptado es un deporte derivado del biatlón, practicado por personas con discapacidad física, visual e intelectual. Está regulado por el Comité Paralímpico Internacional. Forma parte del programa paralímpico desde la edición de Innsbruck 1988.